# قطعنامه ۱۱۳ شورای امنیت
قطعنامه ۱۱۳ شورای امنیت سازمان ملل متحد که در تاریخ ۰۴ آوریل ۱۹۵۶ تصویب شد، سندی بین‌المللی دربارهٔ مسئلهٔ فلسطین است. این قطعنامه طی نشست ۷۲۲ام با ۱۱ موافق، ۰ مخالف و ۰ ممتنع تصویب شد.